# Коверчано

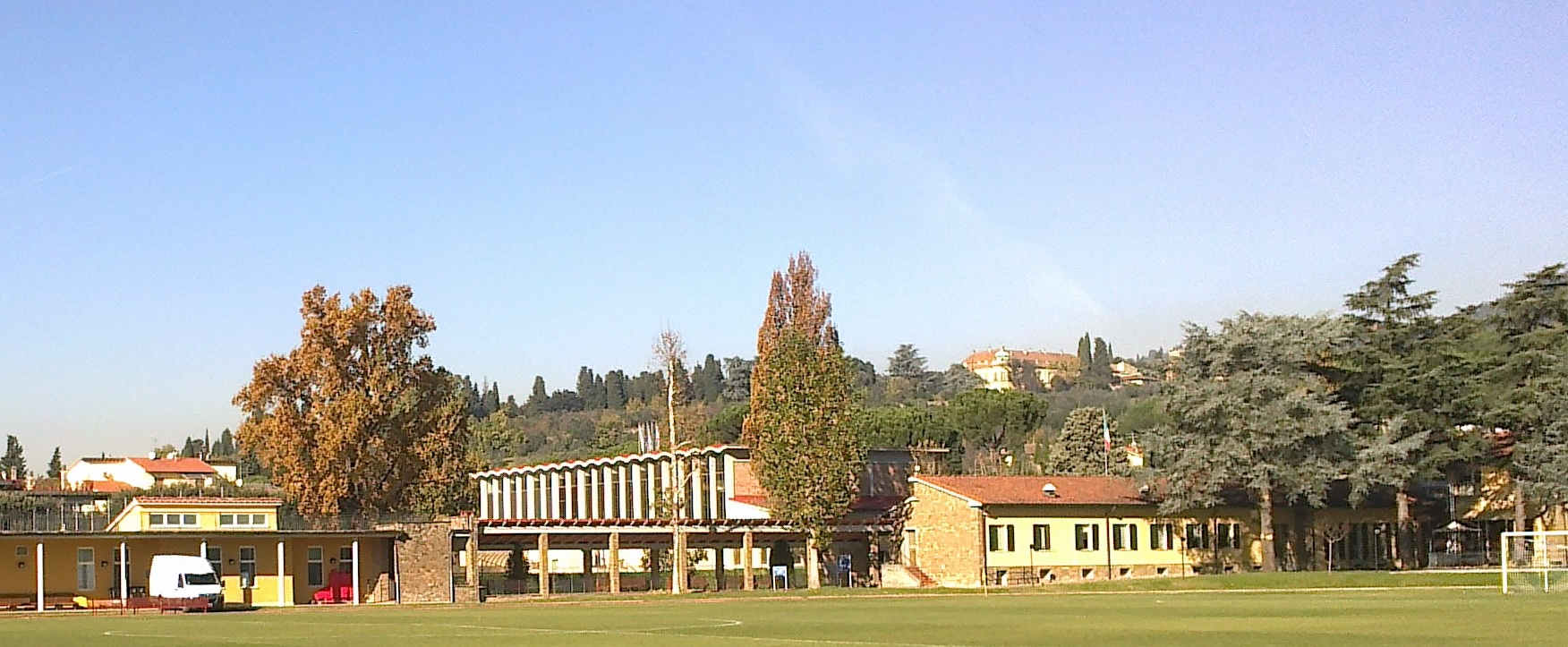

Коверчано (італ. Coverciano) — район на північному сході Флоренції, що знаходиться на правому березі річки Арно.
Назва походить від латинського слова Cofercianus, яке в свою чергу походить від імені Corficius, яке позначає власника землі або селянина. Пізніше назву було італінізовано в Коверчано.
В окрузі знаходяться: 
- Дві церкви:

Церква Святої Марії
Церква Санта-Катаріни Сієнської
- Два жіночих монастиря

Сан-Балдассарре
Сан-Джироламо
- Романська Церква Сан-Бартоломео Джиньйоро
- Колишня Церква Святої Марії Коверчанської
- Вілла Поджо Герардо
- Технічний державний комерційний інститут імені Джузеппе Пеано.

## Школа футбольних тренерів
Коверчано є центральною навчальною зоною і головним офісом італійської федерації футболу. Побудований в кінці 1950-х років, Коверчано зараз є не тільки навчальним комплексом, але і зоною зустрічей чиновників ФІФА та УЄФА, а також футбольних бізнесменів. В Коверчано проходять навчання та ліцензування всіх футбольних тренерів Італії. Також в Коверчано знаходиться Зала слави італійського футболу.